# 1522 Коккола
1522 Коккола (1522 Kokkola) — астероїд головного поясу, відкритий 18 листопада 1938 року.
Тіссеранів параметр щодо Юпітера — 3,537.